# La Psychanalyse du feu
 (avril 2018).
La Psychanalyse du feu est un essai de philosophie et de psychanalyse de Gaston Bachelard. 
La rédaction de l'essai est terminée le 11 décembre 1937, et est publié en 1938.
Gaston Bachelard est inspiré par la psychanalyse, notamment jungienne. Il met en place une psychanalyse de la connaissance.
Pour Gaston Bachelard, l'homme « imagine d'abord et voit ensuite ». Les rêves et les mythes sont classés d'après les quatre éléments : air, eau, feu, terre. Ici, c’est l’élément « feu » qui prend une place prépondérante. Cet élément jouerait un rôle majeur dans la chimie de l'esprit humain.
Si dans La Formation de l'esprit scientifique, publié la même année, Bachelard voit dans l'imagination un obstacle à la connaissance scientifique, il en fait une source féconde de création artistique.

## Résumés par chapitres

### Avant-propos
Bachelard propose tout d’abord une réflexion sur l’objectivité scientifique. La méthode consiste à « arracher l’esprit au narcissisme que donne l’évidence première » : d'emblée nous faisons erreur, car « il suffit que nous parlions d'un objet pour nous croire objectifs ». Il faut s’affranchir des convictions non discutées pour parvenir peu à peu à saisir les choses dans leur vérité fondamentale.
Selon l'auteur, « les axes de la poésie et de la science sont d’abord inverses » : la poésie relève de l'imagination, contrairement à la science, qui est un pôle opposé de l'activité humaine.

### Chapitre Ier. Feu et respect. Le complexe de Prométhée.
Bachelard s’attache dans ce chapitre à décrire l’élément feu. Le feu est à la fois mouvement et principe contradictoire. « Tout ce qui change vite s’explique par le feu », affirme-t-il. Il représente à la fois le bien et le mal : il brille au paradis, il brûle en enfer.
Il veut tenter de faire une psychanalyse de la pensée objective : trouver les causes inconscientes à la base même de la connaissance scientifique et empirique. Il nous explique que ce qu’on connaît d’abord du feu, c’est qu’on ne doit pas le toucher. La connaissance du feu n'est pas tant naturelle (par la brûlure) que sociale, car le père frappe les mains de l'enfant qui s'approche du feu avant même que le contact n'ait eu lieu ; ainsi, « l'interdiction sociale est notre première connaissance générale sur le feu ».
Or, Prométhée est précisément celui qui s'est emparé du feu, bravant l'interdit. Bachelard énonce ainsi le complexe de Prométhée : « toutes les tendances qui nous poussent à savoir autant que nos pères, plus que nos pères, autant que nos maîtres, plus que nos maîtres ». Selon Bachelard, « le complexe de Prométhée est le complexe d’Œdipe de la vie intellectuelle ».

### Chapitre II. Le complexe d’Empédocle
Qui est Empédocle? Philosophe grec, ingénieur et médecin, la légende raconte qu’il se jeta dans les flammes de l’Etna en raison d'une fascination pour le feu.
Bachelard propose alors une réflexion sur le psychisme de l’incendiaire, celui qui allume un feu, l’homme fasciné par le feu, symbole de destruction. « Le feu couve dans une âme plus sûrement que sous la cendre. L’incendiaire est le plus dissimulé des criminels. » Pour Bachelard, le complexe d'Empédocle est un complexe dans lequel  «s'unissent l'amour et le respect du feu, l'instinct de vivre et l'instinct de mourir.» p39 Il évoque l'idée d'une aspiration qui n'est pas exclusivement celle d'une autodestruction (tentation de se laisser périr par les flammes) mais celle d'un renouvellement. Il s'agirait d'aspirer à plus grand que soi, il y a ici une connotation spirituelle. Il enchaîne ensuite sur une brève analyse des rêves du feu dont l’interprétation sexuelle est la plus sûre. Il poursuit son cheminement sur les rêveries devant le feu : « Le feu réchauffe et réconforte, il invite l’âme au repos. ». Il est le symbole du changement et du renouvellement.
Le philosophe aime montrer l’aspect contradictoire d’un même élément, il pense que c’est ce qui fait l’originalité d’une telle pensée, d’un tel discours.

### Chapitre III. Le complexe de Novalis
Le rêve précède l’expérience, il est plus fort qu’elle. « On ne peut étudier que ce qu’on a d’abord rêvé. » Il existe un lien entre le feu et la sexualité : « il faut reconnaître que le frottement est une expérience fort sexualisée. L’amour est la première hypothèse pour la reproduction objective du feu ». Prométhée est un amant vigoureux. On pense à l’expérience objective du frottement de deux morceaux de bois, à l’expérience subjective du frottement qui enflamme un corps aimé. Le frottement est aussi cause de l’électricité. 
Le feu renvoie au rêve de la fécondité. Les cendres des feux de joie fécondent et les bêtes et les champs, car elles fécondent les femmes. C’est l’expérience du feu de l’amour qui est à la base de l’induction objective. Le feu renvoie aux désirs comblés.
Le complexe de Novalis synthétise alors l’impulsion vers le feu provoqué par le frottement, le besoin d’une chaleur partagée. Il est caractérisé par une conscience de la chaleur intime. Novalis écrivait d’ailleurs : « Vois en mon conte mon antipathie pour les jeux de lumière et d’ombre et le désir de l’Ether chaud et pénétrant. ». Novalis a rêvé la chaude intimité terrestre.

### Chapitre IV. Le feu sexualisé
Bachelard veut dénoncer la fausse évidence qui prétend relier la vie et le feu. Perdre le feu, le feu séminal, voilà le grand sacrifice. Seul ce sacrifice peut engendrer la vie. Dans La Formation de l’esprit scientifique, l’auteur a tenté de montrer que toute l’alchimie était traversée par une immense rêverie sexuelle, une rêverie de richesse et de rajeunissement, par une rêverie de puissance. L’alchimie est uniquement une science d’hommes, de célibataires, d’initiés retranchés de la communion humaine au profit d’une société masculine. Sa doctrine du feu est donc polarisée sur des désirs inassouvis. Ce feu intime et mâle est naturellement le feu le plus puissant. C’est lui qui peut ouvrir les corps, les prendre, les posséder. Elle se fait, comme le disent certains alchimistes, par la Verge du Feu. Pensons au récit de mariage de la Terre et du Feu dans les ouvrages d’alchimie.
Il conclut sur le fait que tout change par le feu et que le premier phénomène qui vaille l’attention de l’homme, c’est le « pyromène ».

### Chapitre V. La chimie du feu: histoire d’un faux problème
Le philosophe tout au long de ce chapitre un peu hermétique critique les préjugés animistes et substantialistes, mais les reprend et tente de les expliquer. Le feu s’offre pour la réflexion scientifique sur la lumière, les phénomènes électriques. La chaleur de certaines substances végétales fait partie aussi des croyances ancrées dans certains esprits. Dans l’Antiquité, les branches de laurier étaient dédiées au soleil et on s’en servait pour couronner tous les conquérants de la terre. D’après certains, le laurier guérit les ulcères de la tête et efface les taches du visage.
Le feu a rapport avec la digestion et avec le désir de penser à une puissance de destruction. On se sert de l’acide et on en abuse. Il s’agit de détruire le feu de la vie par un surfeu, de se consumer sans flamme ni cendre.

### Chapitre VI. Le complexe d’Hoffmann
« L’eau de vie, c’est l’eau de feu. C’est une eau qui brûle la langue et s’enflamme à la moindre étincelle ». L’un des traits de l’œuvre d’Hoffmann, c’est l’importance des phénomènes du feu. On y parle de punch, simple accompagnement d’un soir de fête. La folie et l’ivresse, la raison et la jouissance sont présentées dans leurs interférences. Toute une partie de la littérature fantasmagorique repose sur la poétique excitation de l’alcool. Edgar Poe comme Hoffmann ont été aidés dans leur génie par l’alcool. Cependant les deux sont différents. L’alcool d’Hoffmann, c’est celui qui flambe tandis que l’alcool d’Edgar Poe, c’est celui qui donne l’oubli et la mort. Le génie d’E.Poe est associé aux eaux dormantes, aux eaux troubles, à l’étang où se reflète la maison Usher. L’eau prend le dessus chez lui sur le feu.
L’alcool brûle, consume. Le philosophe cite plusieurs exemples relatés dans les ouvrages du XVIIIe siècle où on retrouve un ivrogne en cendres, consumé par la boisson. C’est dans l’inconscient collectif qu’on trouve l’idée qu’un corps vivant peut être consumé de l’intérieur par le « feu » de l’alcool.

### Chapitre VII. Le feu idéalisé: feu et pureté
Le feu est à la fois le symbole du diable, des flammes de l’enfer et un symbole purificateur. Il purifie tout car il supprime les odeurs nauséabondes. En agriculture, il détruit les herbes inutiles et enrichit la terre.
Quand le feu se dématérialise, il devient esprit. "Pour Rilke : être aimé veut dire se consumer dans la flamme ; aimer c'est luire d'une lumière inépuisable." Car aimer, c’est échapper au doute, c’est vivre dans l’évidence du cœur." (P173)

### Conclusion
La rêverie sur le feu a permis de mettre en évidence toute l’ambiguïté de cet élément : avoir conscience de brûler, c’est se refroidir, sentir une intensité, c’est la diminuer. Tous les complexes liés au feu sont douloureux : prendre le feu ou se donner au feu, suivre le complexe de Prométhée ou d’Empédocle. Seule la rêverie créatrice peut détruire ces douloureuses ambiguïtés, car l’imagination est la force même de la production psychique, d’une liberté féconde et positive.

## Citations
- «Il suffit que nous parlions d'un objet pour nous croire objectifs. Mais par notre premier choix, l'objet nous désigne plus que nous le désignons et ce que nous croyons nos pensées fondamentales sur le monde sont souvent des confidences sur la jeunesse de notre esprit.» (avant-propos p. 11)
- «Loin de s’émerveiller, la pensée objective doit ironiser.» (avant-propos p. 12)
- «Nous allons étudier un problème où l'attitude objective n'a jamais pu se réaliser, où la séduction première est si définitive qu'elle déforme encore les esprits les plus droits et qu'elle les ramène toujours au bercail poétique où les rêveries remplacent la pensée, où les poèmes cachent les théorèmes. C'est le problème psychologique posé par nos convictions sur le feu. Ce problème nous paraît si directement psychologique que nous n'hésitons pas à parler d'une psychanalyse du feu.» (avant-propos p. 12)
- «J’aimerais mieux, je crois, manquer une leçon de philosophie que manquer mon feu du matin.» (p. 25)
- «La brûlure, c'est-à-dire l'inhibition naturelle, en confirmant les interdictions sociales ne fait que donner, aux yeux de l'enfant, plus de valeur à l'intelligence paternelle. Il y a donc, à la base de la connaissance enfantine du feu, une interférence du naturel et du social où le social est presque toujours dominant.» (p. 28)
- «Des auteurs qui sont sans doute de second ordre mais qui, par cela même, nous livrent plus naïvement les intuitions sexuelles valorisées par l’inconscient, développent parfois toute une théorie sexuelle sur des thèmes spécifiquement calorigènes, prouvant ainsi la confusion originelle des intuitions de semence et de feu.[...] Avant d’aller plus loin, faut-il souligner la gratuité complète de telles affirmations qui restent sans le moindre rapport avec une expérience objective quelconque.» (p. 88)
- «Si le problème psychologique du feu se prête si facilement à une interprétation de sublimation dialectique, c'est que les propriétés du feu apparaissent, comme nous en avons déjà fait souvent la remarque, chargées de nombreuses contradictions.» (p. 173)
- «Parfois des images vraiment diverses, qu’on croyait hostiles, hétéroclites, dissolvantes, viennent se fondre en une image adorable.» (Conclusion p. 186)
- «Mais un diagramme poétique n'est pas simplement un dessin : il doit trouver le moyen d'intégrer les hésitations, les ambiguïtés qui, seules, peuvent nous libérer du réalisme, nous permettre de rêver; et c’est ici que la tâche que nous entrevoyons prend toute sa difficulté et tout son prix.» (Conclusion p. 186)
- «Nous avons en effet essayé de montrer que le feu est, parmi les facteurs d'images, le plus dialectisé. Lui seul est sujet et objet.» (Conclusion p. 188)